# Сакура (район, Сайтама)

35°51′42″ пн. ш. 139°38′43″ сх. д. / 35.86167° пн. ш. 139.64528° сх. д.
Райо́н Са́кура (яп. 桜区, さくらく, МФА: [sakuɾa ku̥], «Вишневий район») — район міста Сайтама префектури Сайтама в Японії. Станом на 1 жовтня 2008 площа району становила 18,60 км². Станом на 1 січня 2009 населення району становило 94 797 осіб.

## Освіта
- Сайтамський університет